# Ivan Moody
Ivan Lewis Moody, pseud. Ghost (ur. 7 stycznia 1980 w Denver, Kolorado) – amerykański wokalista i aktor. Przez wiele lat występował w zespole Five Finger Death Punch. Do 2015 roku wraz z grupą nagrał sześć albumów studyjnych, a także wylansował wyróżniony w Stanach Zjednoczonych platynową płytą przebój „Bad Company”.

## Działalność artystyczna
Ivan wyprowadził się z domu rodzinnego w Denver do Los Angeles w 2001 roku, gdzie dołączył do swojego pierwszego zespołu o nazwie Toiz. Rok później został członkiem zespołu metalu alternatywnego Motograter. Wraz z grupą nagrał jedyny album tejże formacji zatytułowany Motograter (2003). W 2005 roku wraz z członkami zespołu The Clay People założył industrial metalową grupę Ghost Machine. W 2006 roku dołączył do pochodzącego z Las Vegas zespołu Five Finger Death Punch (FFDP). W 2007 roku ukazało się pierwsze wydawnictwo FFDP z wokalistą w składzie – album pt. The Way of the Fist. Do 2015 roku muzyk nagrał wraz z grupą pięć kolejnych płyt: War Is The Answer (2009), American Capitalist (2011), The Wrong Side of Heaven and the Righteous Side of Hell, Volume 1 (2013), The Wrong Side of Heaven and the Righteous Side of Hell, Volume 2 (2013) oraz Got Your Six.
W 2016 roku muzyk otrzymał wraz z zespołem nagrodę honorową – Soldier Appreciation Award od The Association of the United States Army.

## Dyskografia
| Album                                    | Rok  | Utwór                | Źródło |
| ---------------------------------------- | ---- | -------------------- | ------ |
| The Devil's Carnival (ścieżka dźwiękowa) | 2012 | „A Penny For a Tale” | [ 7 ]  |

## Filmografia
| Tytuł                  | Rok  | Rola            | Uwagi                                          | Źródło |
| ---------------------- | ---- | --------------- | ---------------------------------------------- | ------ |
| „Bled”                 | 2009 | jako Incubus    | film fabularny, reżyseria: Christopher Hutson  | [ 8 ]  |
| „The Devil's Carnival” | 2012 | jako Hobo Clown | film fabularny, reżyseria: Darren Lynn Bousman | [ 9 ]  |